# قصيد سمفوني

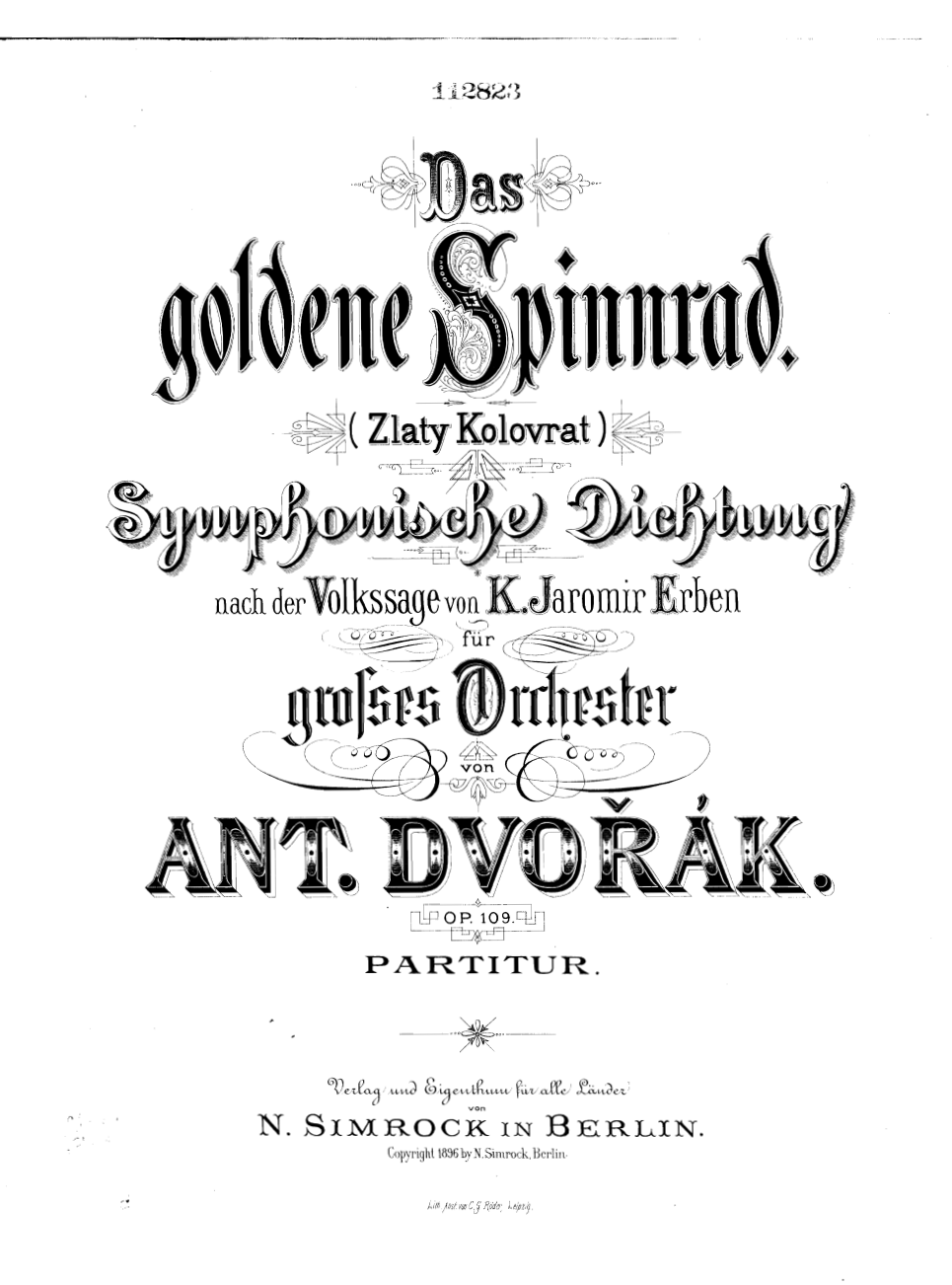
صفحة الغلاف للقصيدة السيمفونية لأنتونين دفورجاك بعنوان "زلاتي كولوفرات" في طبعتها الأولى التي نشرها ن. سيمروك عام 1896.

القصيد السمفوني أو  قصيدة النغم هي قطعة من الموسيقى للأوركسترا أو فريق العازفين.
وعادة هي (حركة) موسيقية في قسم واحد مستمر التي توضح أو تثير محتوى القصيدة، أو القصة القصيرة، أو الرواية، أو الرسم، أو المشهد، أو غيرها من المصادر غير الموسيقية).
(الملحن الهنغاري فرانز ليست هو أول من أجرى هذا المصطلح حيث أن له 13 عملا في هذا السياق. في أهدافها الجمالية، القصيدة السمفونية هي في بعض النواحي تبدو متعلقة بالأوبرا. في حين أنها لا تستخدم النص، مثل الأوبرا، بل تمزجه في اتحاد للموسيقى والدراما.

## شرح[2]
نوع من الموسيقى البرنامجية، المقصود منها استعمال الموسيقى للتعبير عن قصيدة شعرية أو مسرحية أو لوحة تشكيلية ونحو ذلك. بالطبع لا تدخل الأوبرا ضمن هذا التعريف، فهي التي تستند إلى نص مكتوب يغنّى، بينما الموسيقى البرنامجية هي موسيقى صرفة، دون غناء. وفيما عدا هذا، هو شكل حر، لا توجد فيه قيود أو شروط تتعلق بالتفاصيل الموسيقية، إذ يعمد المؤلف إلى تكريس كل الجهد لتوظيف الموسيقى في خدمة الموضوع بغية التعبير عنه أحسن تعبير، وهذا يتناقض في الجوهر مع حالة فرض شروط وقيود على القصيدة السمفونية. وربما تكون القصيدة السمفونية جزءاً من عمل أكبر، كأن تكون حركة من حركات متتابعة ما، مثل عمل التشيكي بيدريخ سميتانا (1824 - 1884) المسمى مولدفا، الذي هو جزء من متتابعة اسمها «وطني». أسهم هذا الشكل في توسيع مفردات اللغة الاوركسترالية، خاصة فيما يتعلق بتطوير وسائل التعبير والتصوير. وقد تطور بالتزامن مع تطور الموسيقى البرنامجية التي نجد جذورها عند لويس كوبران (1661 - 1626) وهايدن وحتى بيتهوفن (استمعوا مثلاً للسمفونية السادسة الريفية). لابد هنا من ذكر الحركة الرابعة من السمفونية الفنطازية (1830) للفرنسي أكتور برليوز كمثال بارز عن الموسيقى البرنامجية وكذلك سمفونيته هارولد في إيطاليا. يتميز الشكل باستعمال لحن أساسي في أحيان كثيرة، وهو في ذلك يقترب من مفهوم ريشارد فاغنر في استعمال اللحن القائد أو الرئيس (لايتموتيف) للدلالة على شخصيات أو أحداث الأوبرات التي كتبها تحت مسمى «دراما موسيقية».
بين قصائد ليست سمفونية نذكر المقدمات (1854) وهي أشهرها، رثاء الأبطال (1850-1849 ارتباطاً بإخماد الثورة المجرية)، هنغاريا (1854) وآخرها المسماة «من المهد إلى اللحد» (1882-1881).
إلى جانب فرنس هناك عدد من الموسيقيين الذين ألّفوا في هذا الشكل، أهمهم ريشارد شتراوس (1949 – 1864)، فقد عبر من النصوص الشعرية إلى النصوص الفلسفية. أشهر قصائده السمفونية دون جوان وماكبث والموت والتألق وسمفونية الألب وغيرها، لكن أشهرها على الإطلاق عمله «هكذا تكلم زرادشت»، الذي حصل على شهرة أكبر منذ استعمال مطلعه في فيلم «2001 اوديسة الفضاء» الشهير لستانلي كوبريك (1968).
أما المؤلف الآخر الذي برع في هذا الشكل فهو الفنلندي جان سيبيليوس (1957 – 1885)، مثل ساغا (قصة، والساغا هي قصص الفايكينغ)، واغنية ربيعية، وأشهرها على الإطلاق قصيدته السمفونية القومية «فنلانديا» (1899) التي كتبت عنها يوم 12 أيار 2016.

## الخلفية
في الربع الثاني من القرن ال19، جاء مستقبل هذا النوع من الموسيقى السمفونية في شك. في حين واصل العديد من الملحنين كتابة السمفونيات خلال 1820 و 1830، وكان هناك شعور متزايد بأن هذه الأعمال كانت جمالية ادنى بكثير من ما ألف بيتهوفن.... وكان السؤال الحقيقي ليس ذلك بكثير سواء أكانت السمفونيات لا تزال من الممكن كتابتها، ولكن ما إذا كان هذا النوع يمكن أن تستمر في الازدهار والنمو.
فيلكس مندلسون، روبرت شومان ونيلز جاد أحرزوا نجاحات التي تحققت مع السمفونيات إلى كتبوها، وقد وضع هذا حدا على الأقل ولو مؤقتا لمناقشة ما إذا كان هذا النوع من الأعمال قد إنتهى. ومع ذلك، تحول الملحنين على نحو متزايد إلى «شكل أكثر إحكاما» وهو افتتاحية الكونشيرت «...وهي وسيلة يمكن من خلالها مزج الموسيقى والسرد والأفكار التصويرية». وتشمل الأمثلة افتتاحية مندلسون في حلم منتصف ليلة الصيف (1826) وهبريدس (1830).
بين 1845 و 1847، الملحن الفرنسي البلجيكي سيزار فرانك كتب قطعة اوركسترا على أساس قصيدة فيكتور هوغو qu'on entend سور لا مونتاني. العمل يسلك خصائص القصيد السمفوني، وبعض علماء الموسيقى، مثل نورمان ديموث وجوليان تايرسوت، تعتبره الأول من نوعه، وتسبق مؤلفات ليست. ومع ذلك، فإن فرانك لم يقوم بنشر أو بأداء قطعته. ولم يفعل أو عزم على تحديد النوع.
تصميم ليست لاستكشاف وتعزيز القصيد السمفوني أكسبه الاعتراف بأنه مخترع هذا النوع من.. الأشكال الموسيقية

## مؤلفات موسيقية
•ألّف فرانز ليست 13 قصيدة سمفونية، 12 منها بين 1848 – 1858، والأخيرة سنة 1882.

## الفهارس
- Barnes, Harold, "Borodin, Alexander Porfir'yevich", The New Grove Dictionary of Music and Musicians (London: Macmillan, 1980), 20 vols. ISBN 0-333-23111-2
- Bonds, Mark Evan, "Symphony: II. 19th century," The New Grove Dictionary of Music and Musicians, Second Edition (London: Macmillan, 2001), 29 vols. ISBN 0-333-60800-3.
- Brown, David, Mussorgsky: His Life and Works (Oxford and New York: Oxford University Press, 2002). ISBN 0-19-816587-0
- Clapham, John, ed. Stanley Sadie, "Dvořák, Antonin", The New Grove Dictionary of Music and Musicians (London: Macmillan, 1980), 20 vols. ISBN 0-333-23111-2
- Clapham, John, ed. Stanley Sadie, "Smetana, Bedřich", The New Grove Dictionary of Music and Musicians (London: Macmillan, 1980), 20 vols. ISBN 0-333-23111-2
- Fallon, Daniel M. and Sabina Teller Ratner, ed. Stanley Sadie, "Saint-Saëns, Camille", The New Grove Dictionary of Music and Musicians, Second Edition (London: Macmillan, 2001), 29 vols. ISBN 0-333-60800-3
- Hepokoski, James, ed. Stanley Sadie, "Sibelius, Jean", The New Grove Dictionary of Music and Musicians, Second Edition (London: Macmillan, 2001), 29 vols. ISBN 0-333-60800-3
- Larue, Jan and Eugene K. Wolf, ed. Stanley Sadie, "Symphony: I. 18th century," The New Grove Dictionary of Music and Musicians, Second Edition (London: Macmillan, 2001), 29 vols. ISBN 0-333-60800-3.
- Kennedy, Michael, "Absolute Music", "Program Music" and "Symphonic Poem", The Oxford Dictionary of Music (Oxford and New York: Oxford University Press, 1986, 1985). ISBN 0-19-311333-3
- Latham, Allison, ed. Allison Latham, "Symphonie Fantastique", The Oxford Companion to Music (Oxford and New York: Oxford University Press, 2002). ISBN 0-19-866212-2
- Macdonald, Hugh, ed Stanley Sadie, "Symphonic Poem", The New Grove Dictionary of Music and Musicians (London: Macmillan, 1980), 20 vols. ISBN 0-333-23111-2
- Macdonald, Hugh, ed. Stanley Sadie, "Transformation, thematic", The New Grove Dictionary of Music and Musicians, Second Edition (London: Macmillan, 2001), 29 vols. ISBN 0-333-60800-3
- Maes, Francis, tr. Arnold J. Pomerans and Erica Pomerans, A History of Russian Music: From Kamarinskaya to Babi Yar (Berkeley, Los Angeles and London: University of California Press, 2002). ISBN 0-520-21815-9
- Mueller, Rena Charin: Liszt's "Tasso" Sketchbook: Studies in Sources and Revisions, Ph. D. dissertation, New York University 1986.
- Murray, Michael, French Masters of the Organ: Saint-Saëns, Franck, Widor, Vierne, Dupré, Langlais, Messiaen (New Haven and London: Yale University Press, 1998).
- Orledge, Robert, ed. Stanley Sadie, "Koechlin, Charles", The New Grove Dictionary of Music and Musicians (London: Macmillan, 1980), 20 vols. ISBN 0-333-23111-2
- Sadie, Stanley, ed. Stanley Sadie, "Opera: I. General", The New Grove Dictionary of Music and Musicians (London: Macmillan, 1980), 20 vols. ISBN 0-333-23111-2
- Schonberg, Harold C., The Great Conductors (New York: Simon and Schuster, 1967). Library of Congress Catalog Card Number 67-19821.
- Searle, Humphrey, ed Stanley Sadie, "Liszt, Franz", The New Grove Dictionary of Music and Musicians, First Edition (London: Macmillan, 1980), 20 vols. ISBN 0-333-23111-2
- Searle, Humphrey, ed. Alan Walker, "The Orchestral Works", Franz Liszt: The Man and His Music (New York: Taplinger Publishing Company, 1970). SBN 8008-2990-5
- Shulstad, Reeves, ed. Kenneth Hamilton, "Liszt's symphonic poems and symphonies", The Cambridge Companion to Liszt  [لغات أخرى]‏ (Cambridge and New York: Cambridge University Press, 2005). ISBN 0-521-64462-3 (paperback).
- Spencer, Jennifer, ed. Stanley Sadie, "Lyadov, Anatol Konstantinovich", The New Grove Dictionary of Music and Musicians (London: Macmillan, 1980), 20 vols. ISBN 0-333-23111-2
- Spencer, Piers, ed. Allison Latham, "Symphonic poem [tone-poem]", The Oxford Companion to Music (Oxford and New York: Oxford University Press, 2002). ISBN 0-19-866212-2
- Temperley, Nicholas, ed. Stanley Sadie, "Overture", The New Grove Dictionary of Music and Musicians, Second Edition (London: Macmillan, 2001), 29 vols. ISBN 0-333-60800-3
- Ulrich, Homer, Symphonic Music: Its Evolution since the Renaissance (New York: Columbia University Press, 1952).
- Walker, Alan, Franz Liszt, Volume 2: The Weimar Years, 1848-1861 (New York: Alfred A Knopf, 1989). ISBN 0-394-52540-X

قالب:الموسيقى الرومانسية